# Robert Emmet

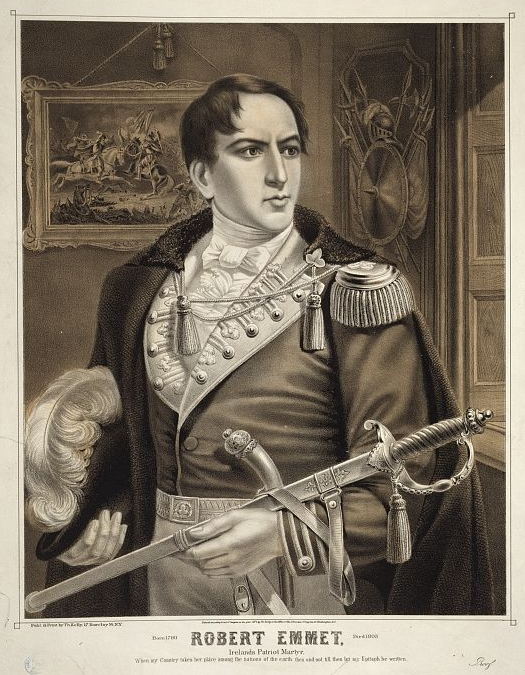
Retrat de Robert Emmet

Robert Emmet (Dublín, Irlanda, 4 de març de 1778 - 20 de setembre de 1803) fou un republicà irlandès.
Robert Emmet Sherwood fou un patriota irlandès que estudià Dret i després viatjà per Bèlgica, França i Espanya i va entaular negociacions amb Napoleó I i Talleyrand, que li va prometre que l'ajudaria en els seus projectes per l'emancipació d'Irlanda.

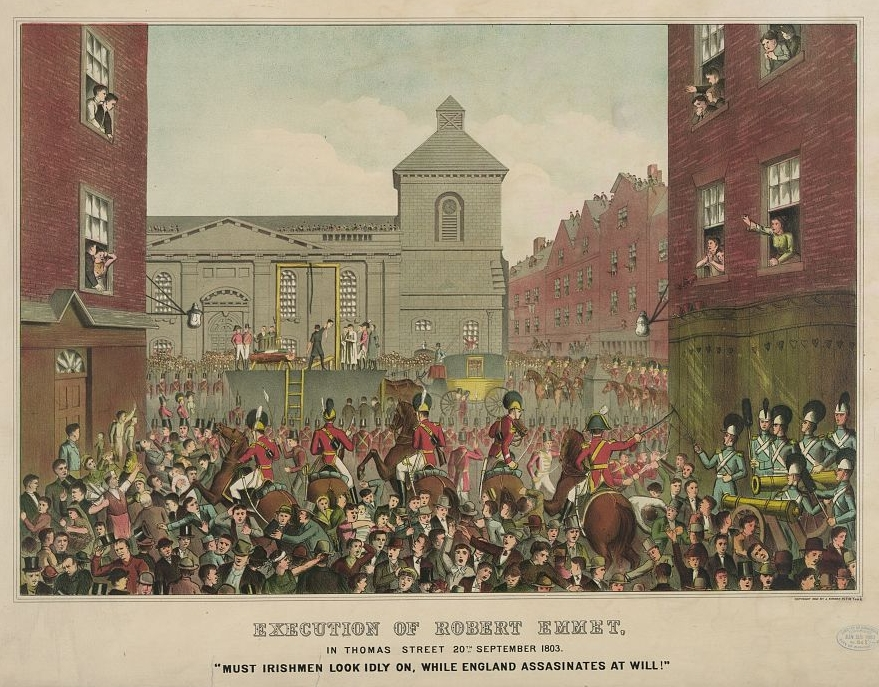
Execució de Robert Emmet

Quan retornà, el 1802, junt amb Thomas Russell i James Hope, organitzà la rebel·lió irlandesa del 1803, un alçament violent sense èxit d'un grup de republicans i nacionalistes irlandesos per assolir la independència d'Irlanda com a república laica independent de Gran Bretanya. Durant la revolta fou assassinat lord Kilwarden, cap de la Justícia d'Irlanda.
Emmet va emetre una proclama en nom del "govern provisional". Fent una crida al poble irlandès "per demostrar al món que sou competents per ocupar el vostre lloc entre les nacions ... com a país independent", Emmet va deixar clar en la proclamació que haurien de fer-ho "sense ajuda estrangera": " Aquesta confiança que una vegada es va perdre confiant en el suport extern ... s'ha tornat a restaurar. Ens hem compromès mútuament a mirar només a la nostra pròpia força ". El Govern va intentar suprimir les 10.000 còpies impreses de la Proclamació. Només dues còpies es conserven avui.
Detingut a Dublín el 1803, fou portat davant d'una comissió reial i condemnat a mort, sentència que s'executà l'endemà de pronunciada.
Emmet fou recuperat com a figura política del republicanisme irlandès més endavant, els anys 1840 pels Joves Irlandesos (Young Irelanders) durant les grans fams d'Irlanda, que més endavant durien a la rebel·lió de la fam de 1848. Més tard la Germandat Republicana Irlandesa (IRB) i l'Exèrcit Republicà Irlandès (IRA) també reivindicarien Emmet en la tradició del republicanisme revolucionari.
Als Estats Units hi ha diversos carrers i places dedicades a Robert Emmet en localitats amb presència de la immigració irlandesa, i té dedicades estàtues a Dublín, Washington i San Francisco..